# Château Saint-Jean (Dorlisheim)
Pour les articles homonymes, voir Bugatti (homonymie).
Le château Saint-Jean (ou Château Bugatti) est un château situé sur la commune de Dorlisheim en France. C'est le siège du constructeur automobile Bugatti.

## Historique
Le manoir est érigé en 1857 par la famille Wangen de Geroldseck à l'emplacement d'une ancienne commanderie du XIIIe siècle de l'ordre de Saint-Jean de Jérusalem.
Acheté avec son parc de 6 ha en 1928 par Ettore Bugatti, le château sert de cadre à la présentation des voitures de luxe, aux réceptions et à l'accueil des clients. Les pavillons de chasse datent respectivement de 1766 et de 1853.
En 2001, le château devient le siège de la société Bugatti-Automobiles SAS et permet d'accueillir, comme jadis, les clients et futurs clients.